# Stichtse Vecht
Stichtse Vecht ist eine zum 1. Januar 2011 durch den Zusammenschluss der bisherigen Gemeinden Breukelen, Loenen und Maarssen neu entstandene Gemeinde in der niederländischen Provinz Utrecht. Die zwischen Amsterdam und der Provinzhauptstadt Utrecht gelegene Gemeinde hatte am 1. Januar 2025 66.124 Einwohner.

## Geschichte
Seit dem Mittelalter bildete der Fluss Vecht eine wichtige Verkehrsader, wodurch eine frühe Besiedlung erfolgen konnte. Außerdem gab es auf beiden Seiten des Flusses ausgedehnte Torfmoore. Im Mittelalter fiel das südliche Einzugsgebiet größtenteils unter den Herrschaftsbereich Hochstift Utrecht, das nördliche Einzugsgebiet unter die Grafschaft Holland. Nach und nach wurden die Feuchtgebiete entlang des Flusses in großem Umfang trockengelegt und urbar gemacht.
Entlang des Flusses wurden Burgen und Herrenhäuser gebaut, von denen viele noch stehen, wie Schloss Zuylen, Burg Nijenrode und die Ritterhofstadt Gunterstein. Im 17. und 18. Jahrhundert bauten vor allem wohlhabende Amsterdamer Kaufleute ihre Landhäuser am Fluss. Der Sommergestank der Kanäle und Kanäle Amsterdams trieb sie in die Region Vecht und so brachte diese Entwicklung Reichtum und Wohlstand in die Dörfer am Flussufer.
Stichtse Vecht besitzt zahlreiche nationale Kulturdenkmäler und verschiedene geschützte Dorfansichten. Nach dem Zweiten Weltkrieg wurden an einigen Stellen innerhalb der Gemeindegrenzen großflächige Neubauten errichtet, was den Schutz der Kulturgüter initiierte, um den noch erhaltenen historischen Ortscharakter mit Polder, Wiesen und Teichen so gut es geht zu bewahren.

## Verkehr und Transport
Mit seiner Lage zwischen Utrecht und Amsterdam ist westlich des Flusses ein Korridor entstanden, der in den Niederlanden seinesgleichen sucht. Die A2 ist zehnspurig, die Bahnstrecke Utrecht – Amsterdam viergleisig und der Amsterdam-Rhein-Kanal ist an dieser Stelle 120 Meter breit. Die Verbindungsstraße zwischen den verschiedenen Zentren ist die N402, eine Straße, die 1812 von Napoleon als Teil der Route impériale 2 zwischen Paris und Amsterdam gebaut wurde.

## Gemeinden
Die Siedlungsschwerpunkte der neuen Gemeinde sind – von Nord nach Süd – Nigtevecht, Vreeland, Loenersloot, Loenen aan de Vecht, Nieuwersluis, Nieuwer Ter Aa, Breukelen, Kockengen, Maarssen-Dorp, Maarssenbroek, Tienhoven/(Oud) Maarsseveen/Bethune- und Molenpolder sowie Oud-Zuilen. Der Sitz der Verwaltung befindet sich in Maarssen.

## Bilder

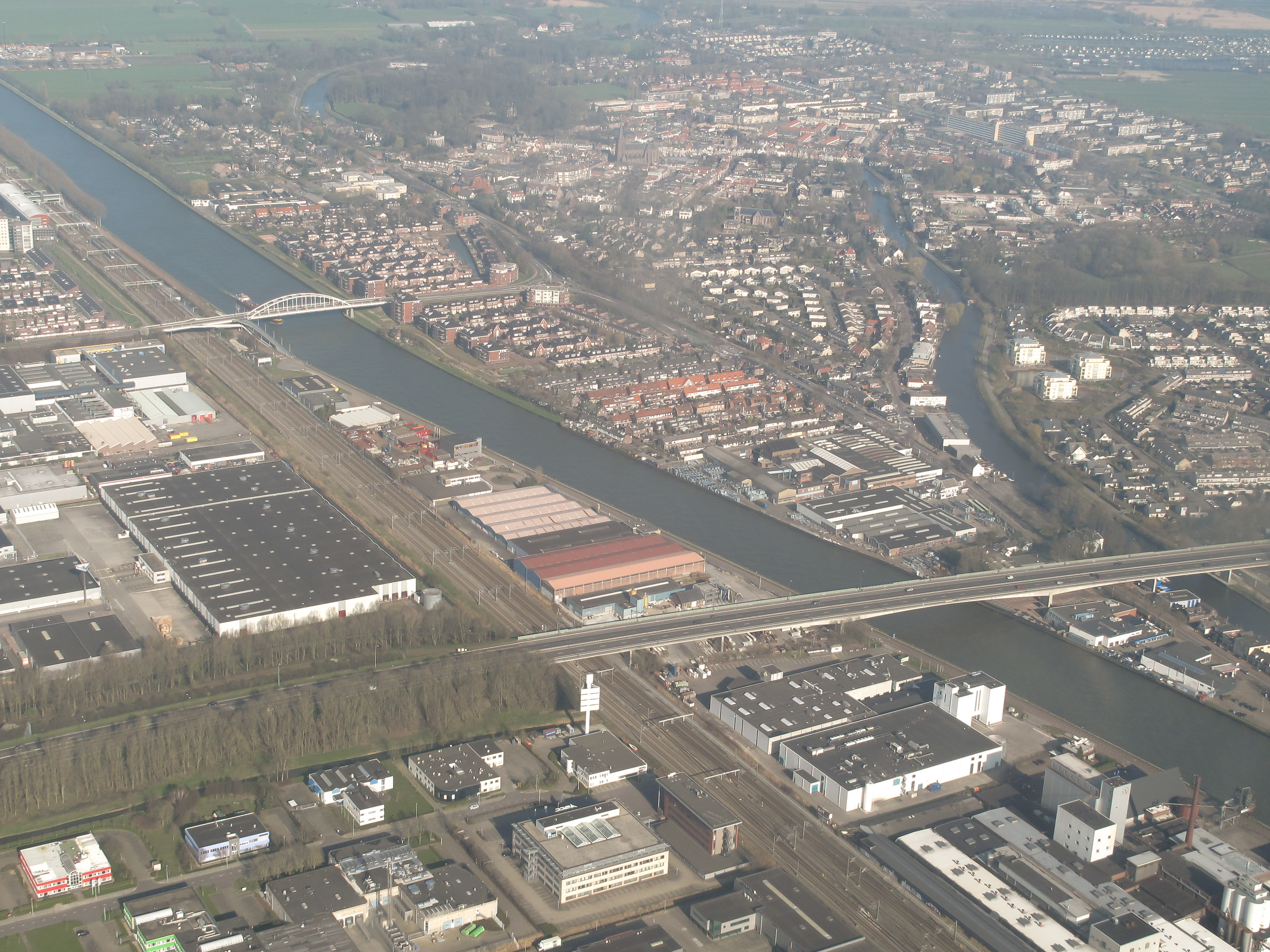
Zwischen Maarssen und Utrecht, Luftbild
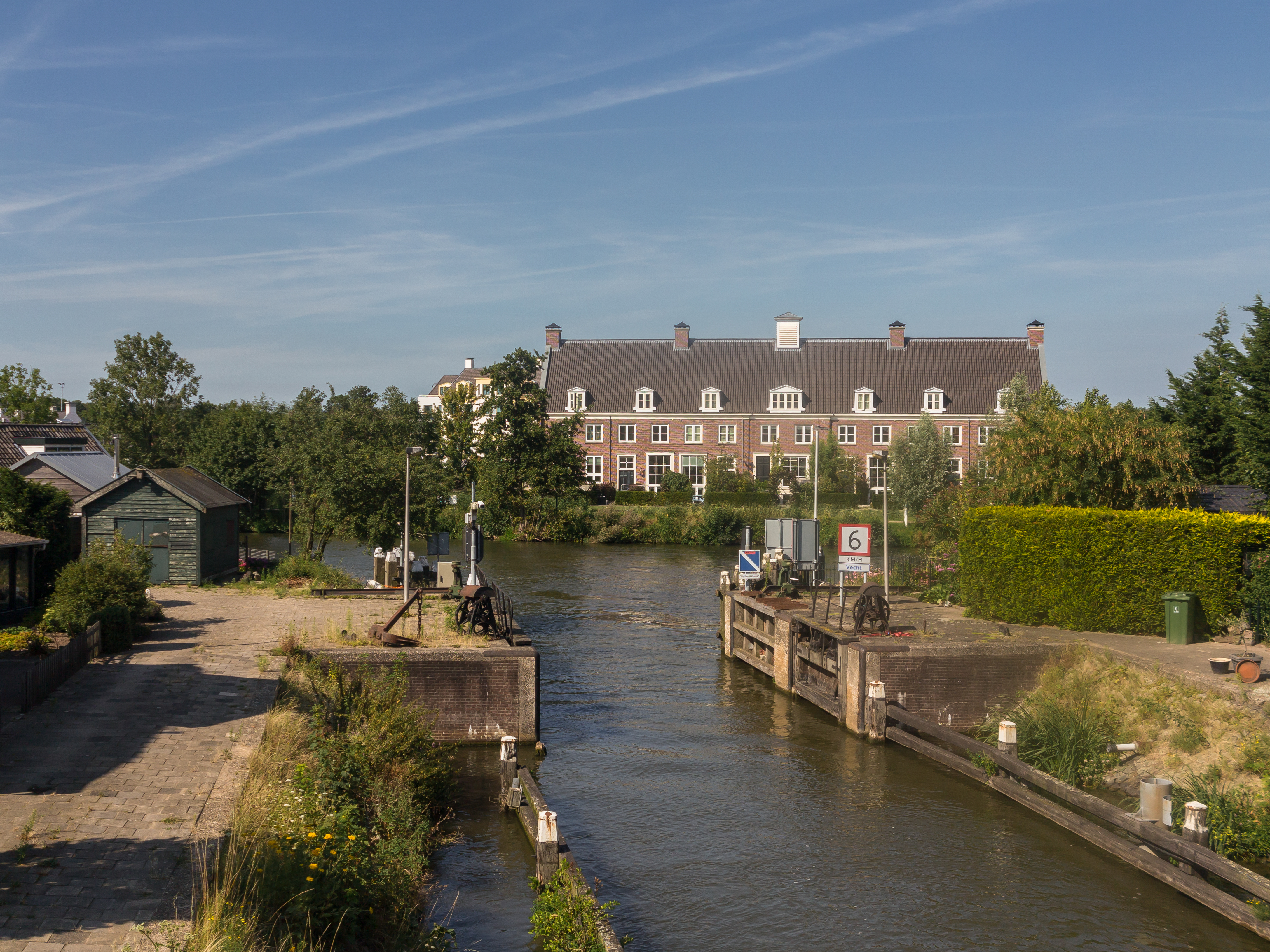
Maarssen, zwischen der Vecht und dem Amsterdam-Rhein-Kanal
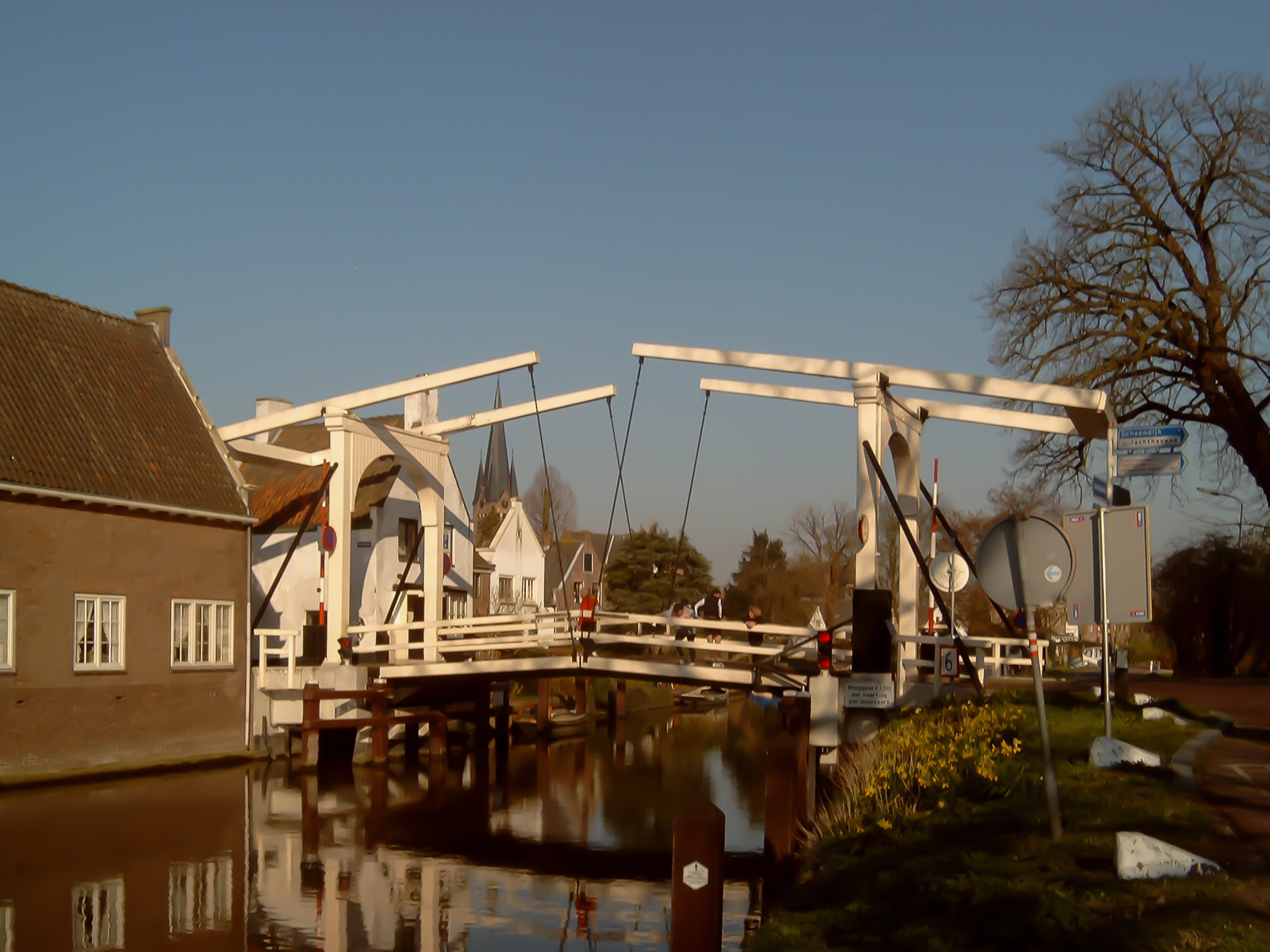
Zugbrücke über der Utrechtse Vecht in Breukelen
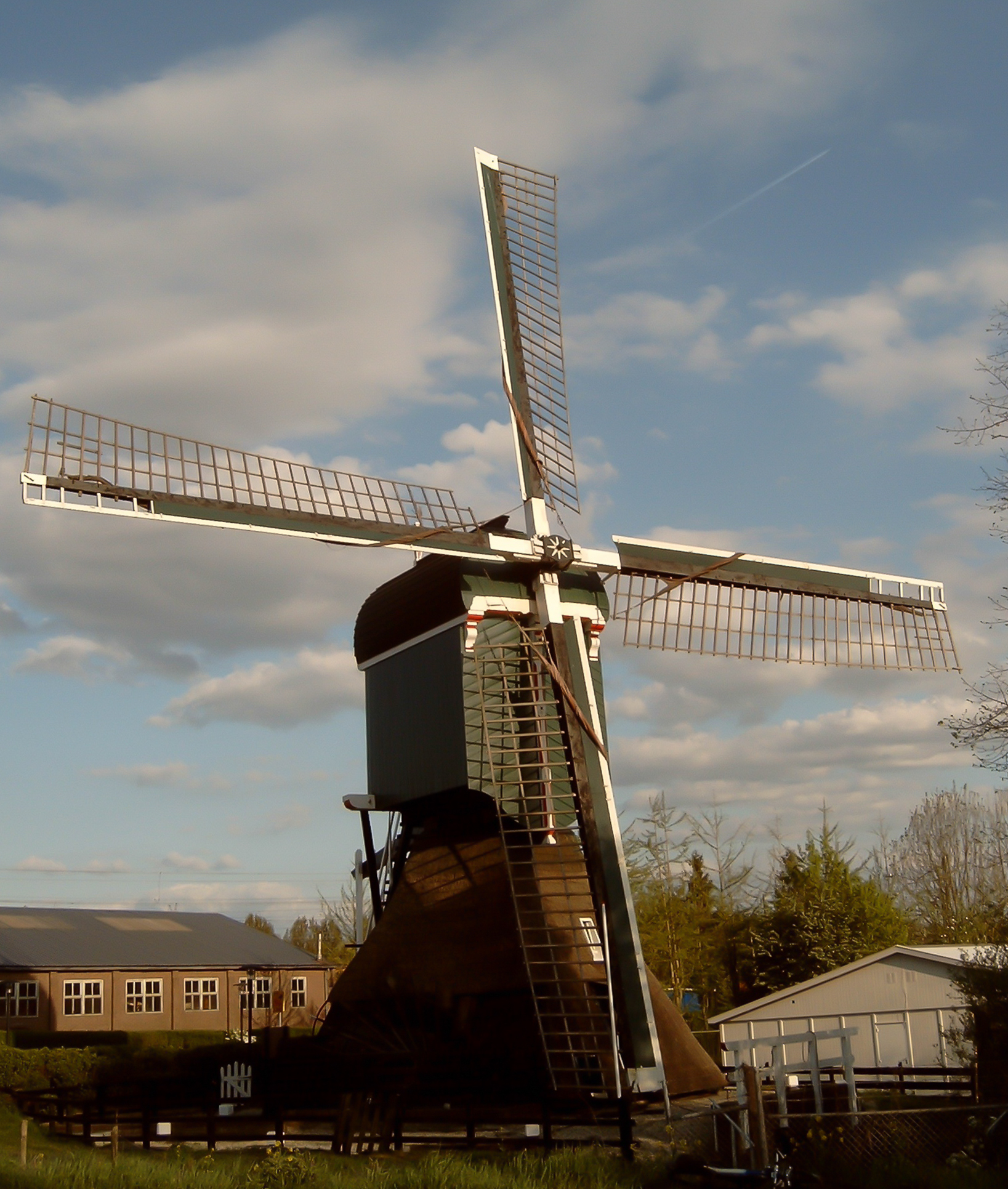
Windmühle in Breukelen
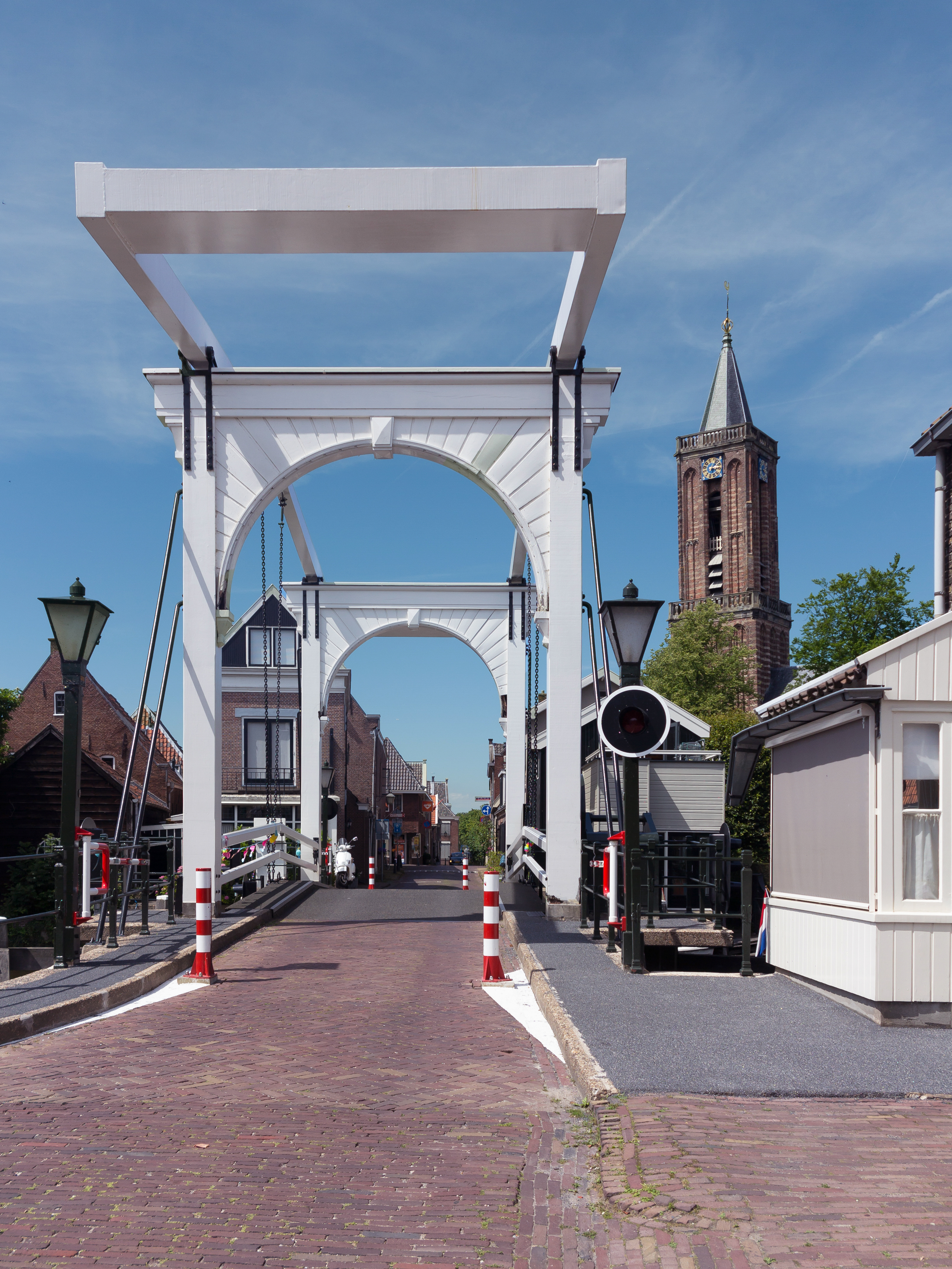
Zugbrücke in Loenen, der Kirchturm im Hintergrund
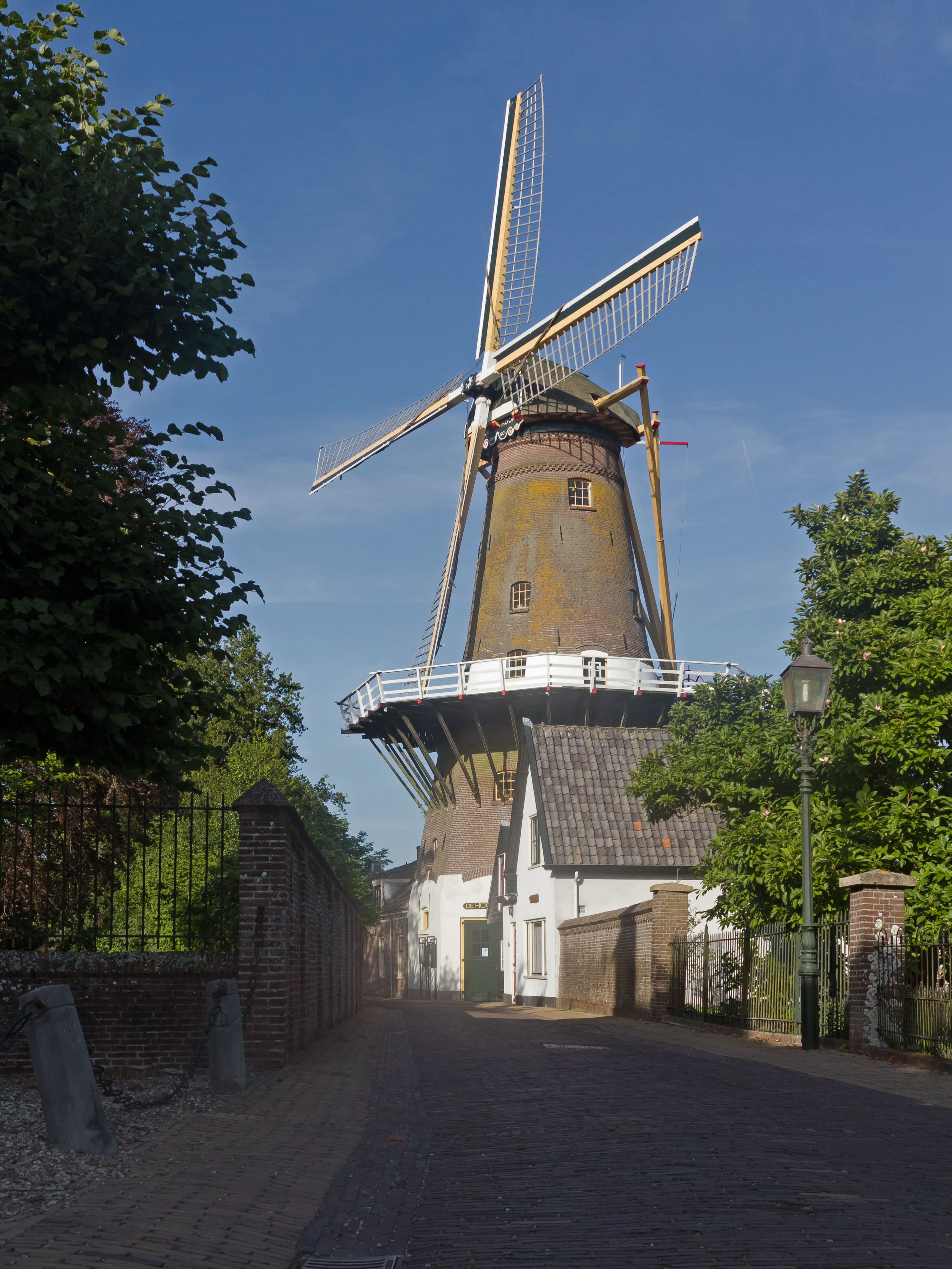
Kornmühle De Hoop in Loenen
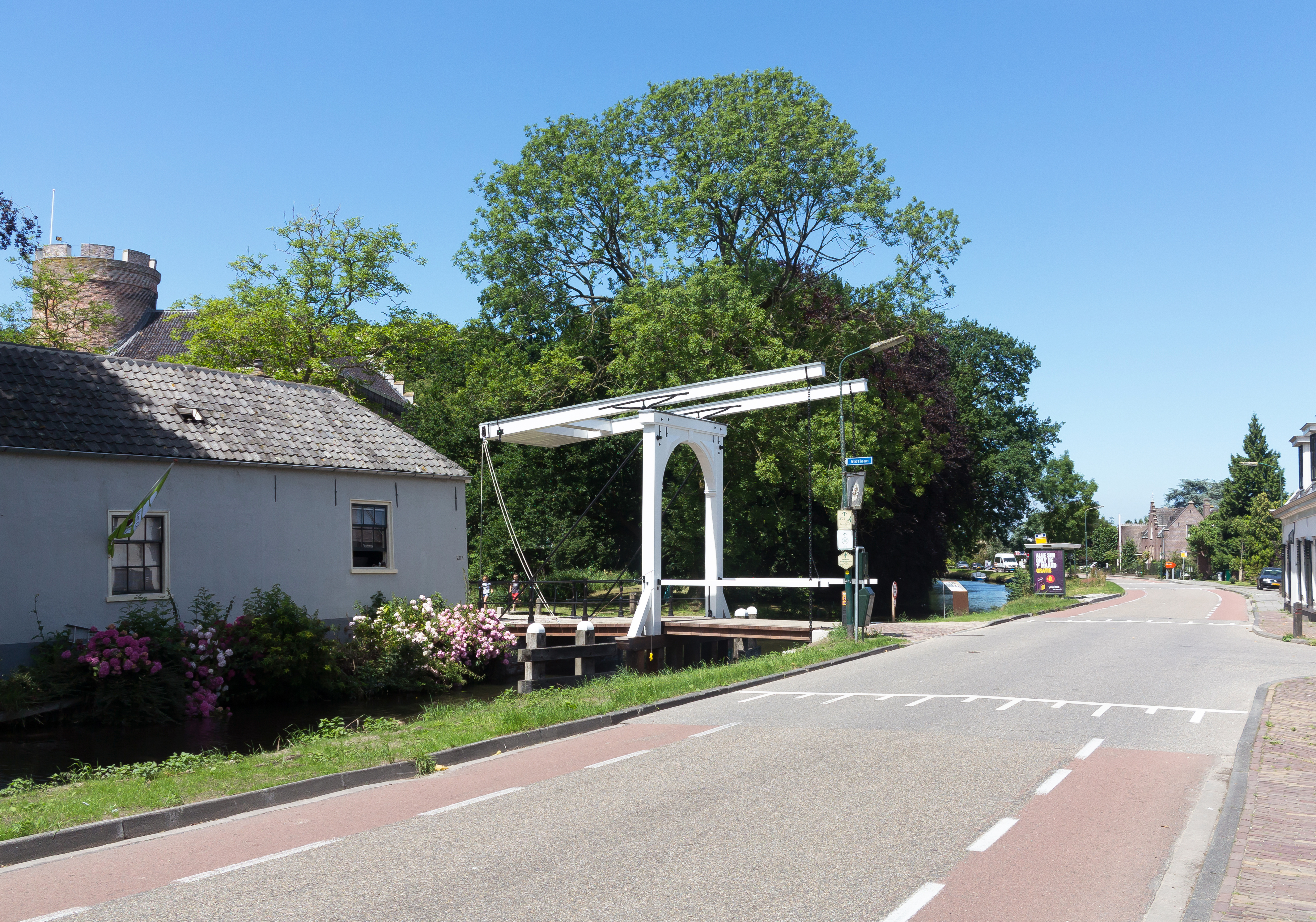
Zugbrücke in Loenersloot
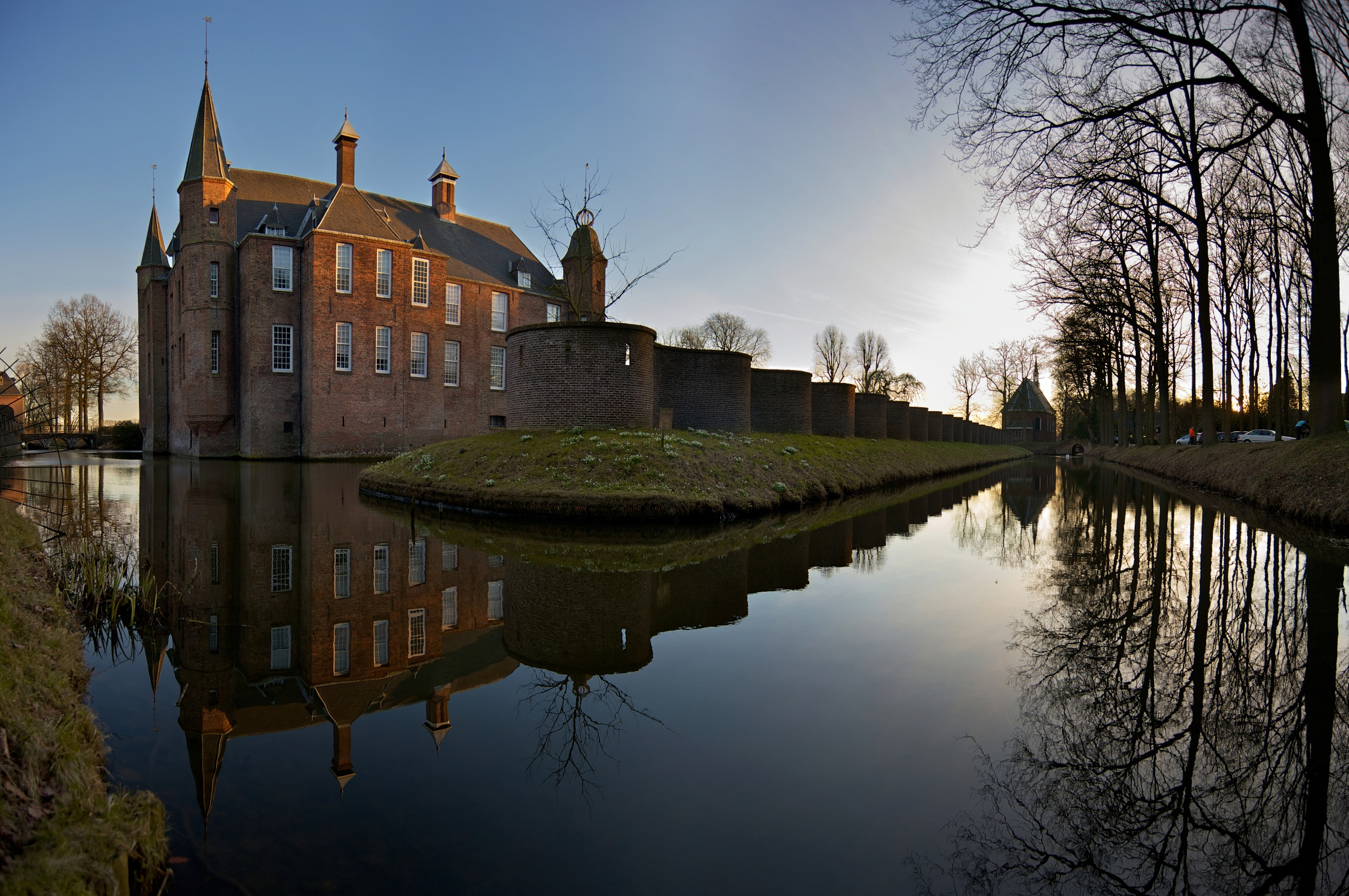
Schloss Zuylen in Maarssen

## Politik

### Gemeinderat
Bei der letzten Gemeinderatswahl 2022 gingen erneut die Lokalliberalen als stärkste Partei hervor. Sie errangen 7 von 33 Sitzen.
| Partei                                             | Sitze 2010 | Sitze 2014 | Sitze 2018 | Sitze 2022 |
| -------------------------------------------------- | ---------- | ---------- | ---------- | ---------- |
| D'66                                               | 3          | 6          | --         | 4          |
| Lokaal Liberaal                                    | 1          | 4          | 8          | 7          |
| VVD                                                | 7          | 5          | 6          | 5          |
| CDA                                                | 5          | 4          | 3          | 3          |
| Streekbelangen                                     | 2          | 3          | 3          | 3          |
| Gemeinschaft Stichtse Vecht (ehemals Maarssen2000) | 4          | 3          | 1          | 1          |
| CU/SGP                                             | 2          | 2          | 2          | 2          |
| Arbeiterpartei PvdA                                | 3          | 2          | 3          | 2          |
| GroenLinks                                         | 2          | 2          | 5          | 3          |
| Freiheitspartei                                    | --         | --         | 1          | 1          |
| Der Kampfbund                                      | 2          | 1          | 1          | 1          |
| Stichtsevecht Beweegt                              | 1          | 1          | 0          | --         |
| SP                                                 | --         | --         | --         | 1          |

### Bürgermeister
Ab dem 1. August 2018 war Yvonne van Mastrigt (PvdA) kommissarisch Bürgermeisterin. Sie vertrat ihren Fraktionskollegen Marc Witteman, der 2017 die Diagnose eines unheilbaren Lungenkrebses erhalten hatte und am 24. Dezember des Folgejahres verstorben war. Am 6. Februar 2020 übernahm Ap Reinders das Amt des Bürgermeisters.